# Prambanan
Prambanan è un complesso di templi induisti che si estende per chilometri, è situato nell'isola di Giava (più precisamente a circa 18 km da Yogyakarta), fu costruito all'incirca nell'850 d.C. da Rakai Pikatan, secondo re della dinastia Mataram (altre fonti riportano invece che il suo costruttore fosse Balitung Maha Sambu della dinastia Dinastia Sanjaya).

## Storia

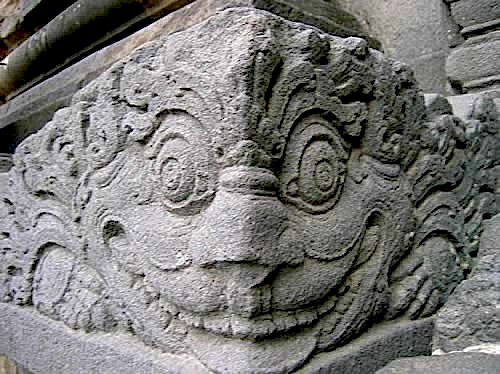
Dettaglio dei bassorilievi

Il re che volle fortemente questa costruzione (secondo la maggior parte delle fonti) fu Rakai Pikatan, secondo re della dinastia Mataram, egli si reputava la reincarnazione di Shiva e per questo dedicò molta attenzione alla costruzione della struttura, inoltre a causa della sua convinzione dedicò il tempio principale al culto del suo dio prediletto. Esattamente come Borobudur la costruzione fu abbandonata poche decine di anni dopo il suo completamento e venne danneggiata da diversi agenti atmosferici. solo nel 1918 vennero intrapresi dei lavori di ristrutturazione (sarebbe più esatto parlare di ricostruzione) che vennero ultimati nel 1953.

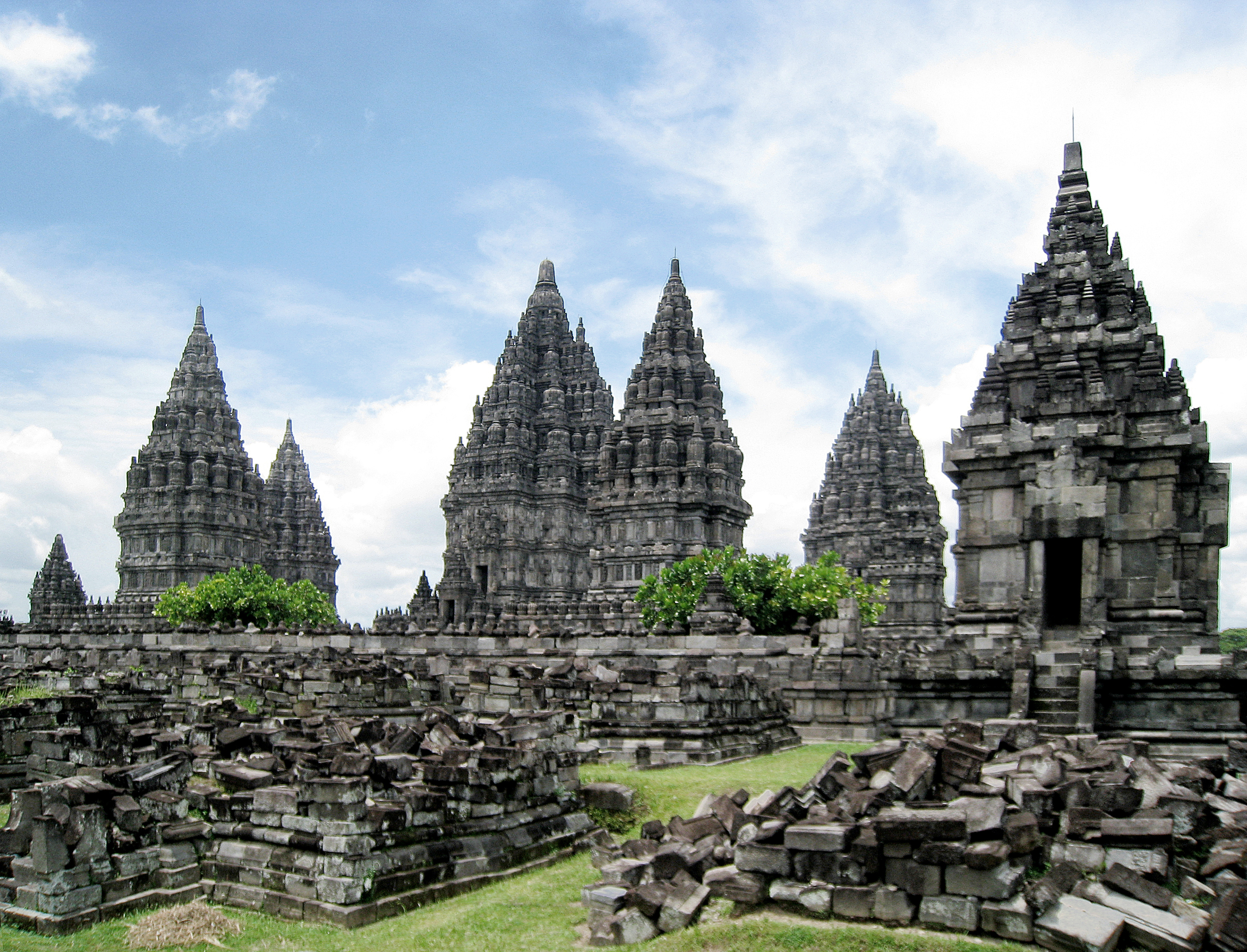
Rovine di Prambanan

Il Prambanan sorge poco lontano dal colossale tempio buddhista chiamato Borobudur costruito pochi anni prima dalla dinastia precedente: i Sailendra ., i due templi sono spesso accomunati per zona e periodo storico ma presentano differenze strutturali enormi, si potrebbe anche dire che sono l'esatto opposto, visto che Borobudur è sviluppato in orizzontale e ha un aspetto massiccio mentre Prambanan è sviluppato verso l'alto e possiede una forma slanciata.
Entrambi questi monumenti sono stati dichiarati patrimonio dell'umanità dall'UNESCO nel 1991. Si calcola che in origine il complesso di templi fosse composte da ben 232 templi, in seguito si scoprì che molti di questi in realtà non erano templi ma mausolei di antichi re, tuttavia non si hanno certezze perché a metà del 1600 un terremoto devastante rovinò parte delle strutture, una ricostruzione dei templi principali iniziò nel 1918 e terminò nel 1953, tuttavia un nuovo terremoto nel 2006 colpì l'isola di Giava e danneggiò nuovamente le costruzioni, anche se con danni di lieve entità, tuttavia rimase chiuso ai turisti per un periodo di tempo.

## Il complesso

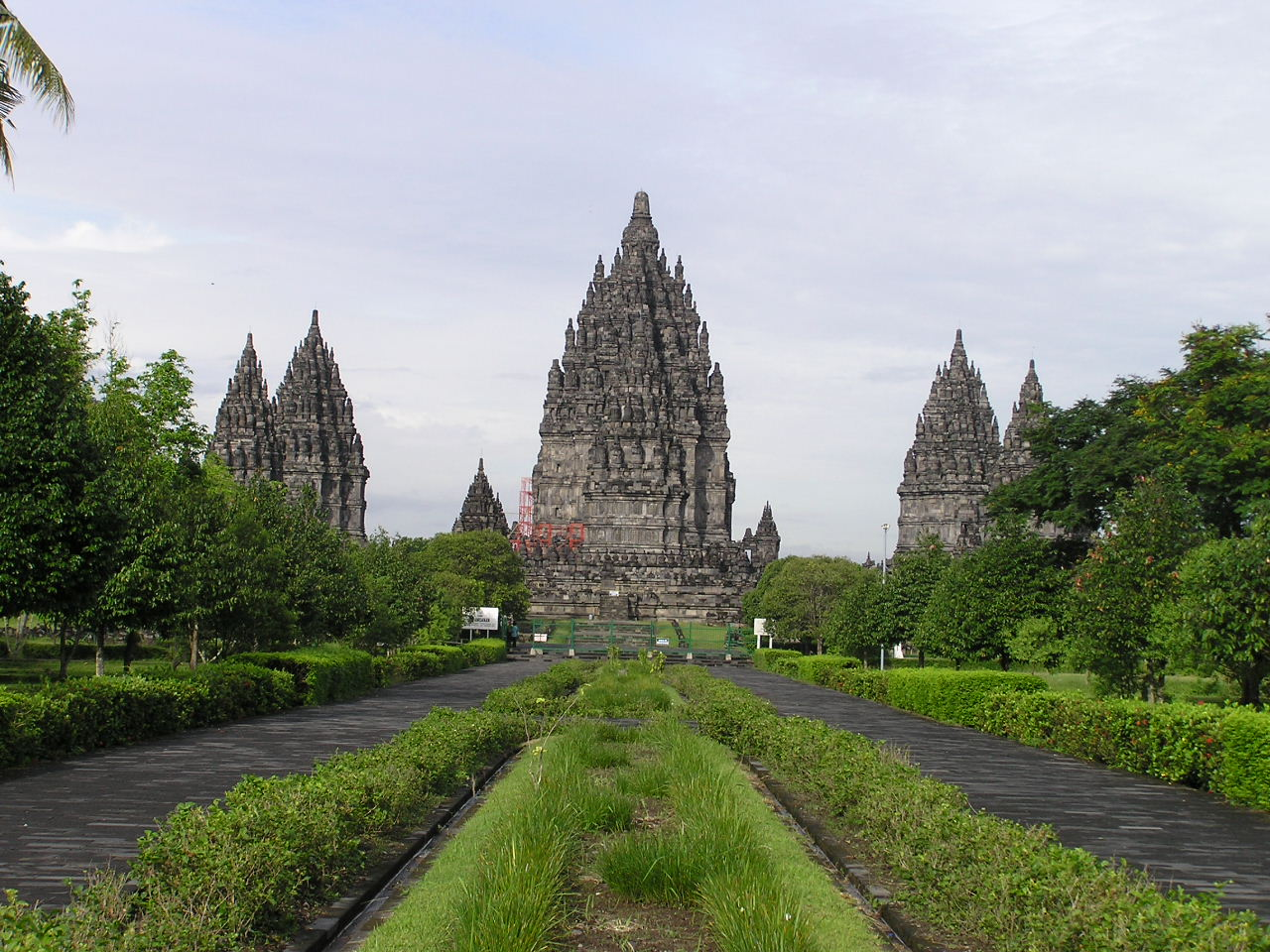
Ingresso di Prambanan

Il complesso conta diversi templi, ma i più famosi sono i tre principali dedicati rispettivamente a Brahmā, Visnù e Shiva, questi tre dominano la visuale in mezzo a tutti gli altri che vanno a formare una specie di corte. In particolare il tempio di Shiva è giustamente quello più apprezzato da tutti, al punto che molti lo considerano il massimo monumento induista dell'Indonesia.

### Il tempio di Shiva
Il tempio di Shiva è alto 47 metri e la sua pianta ricorda molto quella del precedente Borobudur, infatti anche qui la struttura è divisa in livelli (6) Al primo dei sei livelli i bassorilievi molto lavorati (esattamente come il già citato Borobudur) raccontano la storia del Rāmāyaṇa, all'interno del tempio vi è una camera più grande (chiamata camera principale), percorrendo la scalinata est si può ammirare la statua di un bellissimo fiore di loto con al suo interno il dio Shiva dotato di quattro braccia. Nelle celle attigue alla principale ci sono diversi personaggi legati a Shiva: c'è il suo maestro Agastya, poi in un'altra c'è Durgā, la consorte di Shiva, e infine il figlio di Shiva: Ganesh, caratterizzato dalle fattezze zoomorfe che comprendono elementi umani ed elementi animali (elefante).

### Il tempio di Brahmα

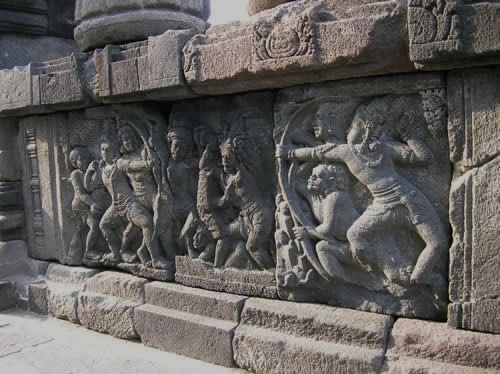
Dettaglio dei bassorilievi sulle pareti

Il tempio dedicato al dio Brahmā è nettamente più piccolo di dimensioni rispetto a quello di Shiva, ne ricalca la struttura e le forme di arte, al suo interno vi è una notevole statua del dio raffigurato con quattro teste, e sulle pareti sono anche qui presenti un numero notevole di bassorilievi che raffigurano le parti finali del Ramayana.

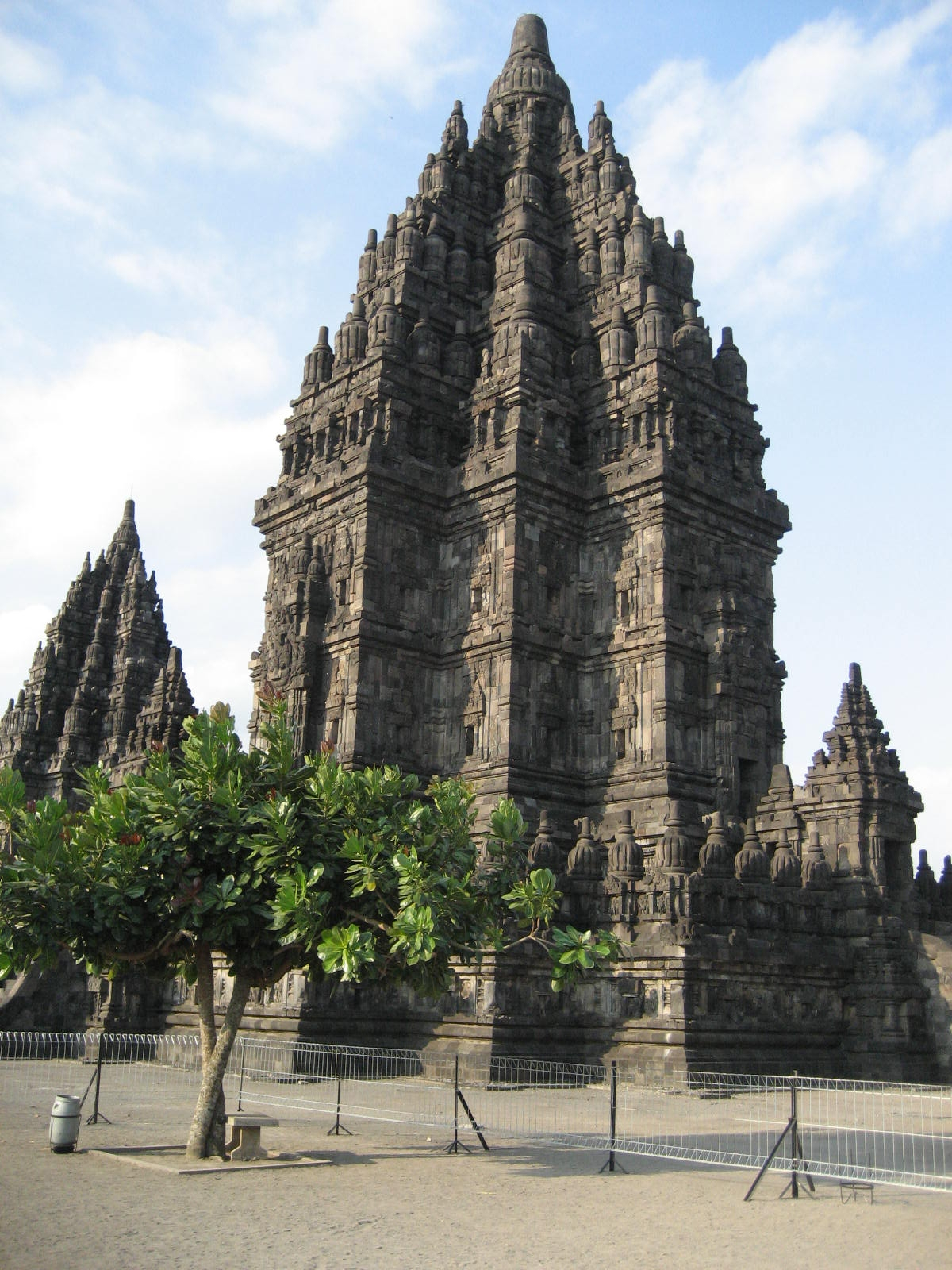
Tempio principale prima del terremoto del 2007

### Il tempio di Vishnu
Il tempio di Visnù è molto simile a quello di Brahma, presenta una statua del dio con quattro braccia nella stanza e bassorilievi sulle pareti, qui i bassorilievi riproducono in immagini la storia di Krishna, una divinità-eroe la cui vita è narrata nel poema epico Mahābhārata.

### Altri templi
Secondo gli studiosi di fronte ai tre templi principali dovevano esserci altri tre tempietti, dato non certo perché ne è stato ritrovato intatto uno solo, vale a dire quello in fronte al tempio di Shiva, questa piccolissima struttura è dedicata a Nandi (il toro, animale preferito del dio Shiva). Si suppone che gli altri dovessero essere dedicati al cigno, l'animale di Brahmā e all'uccello del sole Garuḍa, l'animale di Visnù.